# تبلز
تَبِلز (به انگلیسی: Tabbles) یک نرم‌افزار مدیریت فایل برای ویندوز است. نام این نرم‌افزار ترکیبی از tag و bubbles است.
این نرم‌افزار یک پایگاه داده رابطه‌ای درلحظه مبتنی بر تگ ایجاد می‌کند که در آن، از تگ‌ها به عنوان فولدر مجازی استفاده می‌شود. بر خلاف سیستم تگ‌زنی ویندوز، این نرم‌افزار می‌تواند تمام فایل‌ها با هر پسوندی را تگ بزند. سپس می‌توان از این فایل‌ها توسط نرم‌افزارهایی مثل دراپ باکس نسخه پشتیبان تهیه کرد بدون این که تگ آنها از بین برود. چند کاربر در شبکه محلی می‌توانند برای ایجاد تگ بر روی فایل‌ها با یکدیگر مشارکت کنند.
همچنین تگ‌های تبلز از یک ساختار سلسله‌مراتبی استفاده می‌کند و می‌توان برای رده‌بندی فایل‌ها نیز از آن استفاده کرد. می‌توان در تگ‌ها به جستجو پرداخت یا فایل‌هایی را که در اجتماع یا اشتراک چند تگ هستند پیدا کرد.
علاوه بر فایل‌ها، می‌توان فولدرها، آدرس سایت‌ها، بوکمارک‌ها و … را نیز با آن تگ زد و تمام اطلاعات را در یک جا به صورت منسجم دسته‌بندی کرد.
تبلز ارتباط تنگاتنگی به اکسپلورر ویندوز دارد و نیاز نیست برای تگ زدن محتویات، نسخه دیگری از داده‌ها را وارد تبلز کنید، بلکه در همان محیط ویندوز تگ زنی انجام می‌شود و فقط اطلاعات تگ زنی به صورت فراداده در این نرم‌افزار ذخیره می‌شود.

## در رسانه‌ها
تبلز در رسانه‌های مختلفی مطرح شده‌است از جمله واشینگتن پست، لایف‌هکر (Lifehacker), مجلهٔ چیپ (chip.de) و چند مجله چاپی دیگر. این بررسی‌ها معمولاً مثبت بوده و به جنبه‌های نوآورانهٔ تبلز پرداخته‌اند.